# پنوموتوراکس
پنوموتوراکس یا نوموتوراکس (به انگلیسی: Pneumothorax) یا هواجَنبی به معنی وجود هوا در حفره جنب است که مانع باز شدن کامل ریه می‌شود. پنوموتوراکس دارای انواع مختلفی است که شامل پنوموتوراکس اولیه (خودبه‌خودی) و ثانویه (باز) است.
پنوموتوراکس اولیه: هوا از یک سوراخ یا شکافی در ساختمان داخلی دستگاه تنفس (مانند برونش، برونشیول، کیسه هوایی) به درون فضای پلور راه یابد. پاره شدن کیسه‌های هوایی کوچک در ریه در اثر آسم، آبسه، آمپیم ریه و آمفیزم است و گاهی علت مشخصی ندارد. شکسته شدن دنده‌ها به‌طور شایع منجر به هواجنبی بسته می‌شود.
پنوموتوراکس ثانویه: در پنوموتوراکس باز یا ثانویه هوا از طریق یک سوراخ در دیوارهٔ قفسه سینه یا دیافراگم وارد فضای پلور می‌گردد. پنوموتوراکس شدید معمولاً به دنبال ترومای قفسه سینه روی می‌دهد. زخم‌های نافذ قفسه سینه مثل زخم چاقو یا گلوله و… اجازه ورود هوای آزاد به فضای جنب را داده و از این طریق باعث روی هم افتادگی ریه می‌شوند.
بروز پنوموتوراکس در پنومونی، سل، عارضه کشیدن مایع از ریه (توراسنتز) و تهویهٔ مکانیکی (PEEP) نیز ممکن است.
وقتی که هوا وارد حفره پلور شود و نتواند خارج گردد پنوموتوراکس فشارنده پدید می‌آید و فشار در حفره پلور بالا می‌رود و باعث جابه‌جایی میان‌سینه به سمت مخالف طرف مبتلا می‌گردد. پنوموتوراکس فشارنده یک موقعیت اورژانسی پزشکی است.

## علائم و درمان
علائم اصلی شامل تنگی نفس، افزایش تعداد تنفس، درد سینه، سرفه، اضطراب و افزایش ضربان قلب است. هوای پرده جنب با فشار به ریه مانع تنفس می‌شود از این‌رو هواجنبی فشارنده باید به سرعت درمان شود.
تشخیص با سمع ریه و رادیوگرافی است. در معاینه، کاهش یا عدم سمع صداهای تنفسی در سمت درگیر و هیپررزونانس در هنگام دق در سمت درگیر، انحراف تراشه به سمت درگیر نشده داریم. در عکس قفسه سینه ممکن است انحراف تراشه به سمت غیر درگیر و پس کشیدگی ریه (فضای کدر که نشان‌دهندهٔ جمع شدن ریه است) از پلور پاریتال را ببینیم.

## درمان به روش قدیم
در موارد خفیف درمان علامتی است ولی در موارد شدید و فشارنده، درمان اورژانسی است. درمان اورژانسی شامل جراحی با برش قفسه سینه و استفاده از چست تیوب است.

## درمان به روش جدید
درمان تحت جراحی (بیهوشی) و با استفاده از کارتِج انجام می‌شود. این روش با استفاده از کارتج و ایجاد سوراخ کوچکی در قفسه سینه و بدون احتیاج به جراحی باز انجام می‌شود. با استفاده از کارتِج حباب‌های هوای موجود در ریه بریده و سطح قفسه سینه سابیده می‌شود و قسمت‌هایی از ریه به قفسه سینه دوخته می‌شود و با تعبیه چست تیوب به اتمام می‌رسد.

## پرهیزهای بعد از ترخیص از بیمارستان
- عدم مصرف سیگار و قلیان
- دوری از هرگونه آلودگی هوا
- عدم استفاده از عطر و…
- عدم مسافرت با استفاده از هواپیما
- پرهیز از هرگونه ورزش کردن
- عدم غواصی
- عدم حبس کردن نفس درون ریه‌ها
- پرهیز از فریاد و صحبت‌های سریع و طولانی و آواز خواندن
- نیاوردن فشار به ریه‌ها و بلند نکردن وسایل سنگین
- دوری از سرما

این پرهیزها بعد از مدتی می‌توانند توسط پزشک مربوط فوق تخصص توراکس برداشته شوند.

## علل بیماری
این بیماری بیشتر در افراد لاغر به خصوص در مردان جوان و بین سنین ۱۷ تا ۴۰ شایع است. در افراد لاغر سیگاری این بیماری می‌تواند بروز کند. در صورت ضربه یا فشار به قفسه سینه یا تصادف احتمال سوراخ شدگی ریه و بروز پنوموتوراکس زیاد است.

## عوارض پنوموتوراکس
پنوموتوراکس می‌تواند باعث تنگی نفس (اولین علامت)، افزایش ضربان قلب و آریتمی، آتلکتازی، افزایش خطر سینه‌پهلو (مهم‌ترین عارضه بلند مدت پنوموتوراکس)، اسیدوز تنفسی و شنت ریه می‌شود.

## عدم درمان
در صورت تأخیر در درمان، ریه سالم به ریه سوراخ فشار آورده و به سمت آن کشیده می‌شود. در این وضعیت ریه سالم از ریه سوراخ بزرگ‌تر می‌شود.
در صورت عدم درمان یا عدم تشخیص سریع بیماری، قلب تحت فشار قرار می‌گیرد و منجر به سکته قلبی یا خفگی و نهایتاً منجر به مرگ می‌شود.